# Friedrich Tewes

Friedrich Tewes

Friedrich Tewes (* 7. Juni 1859 in Posthausen; † 4. Januar 1931 in Hannover) war ein deutscher Bibliothekar, Heimatdichter und Museumsleiter.

## Werdegang
Als Sohn eines Pastors bildete sich Tewes auf Privatschulen, durch Hauslehrer und im Selbstunterricht. Nach Studien der Altertumskunde und Geschichte in Berlin und Leipzig war er 1884 bis 1903 in Museum, Denkmalpflege und Stadtbibliothek in Hannover beschäftigt.
1893 wurde er Vorsitzender des im gleichen Jahr gegründeten Vereins für die Geschichte der Stadt Hannover und Mitgründer der Hannoverschen Geschichtsblätter, 1898–1900 auch deren Herausgeber.
1901 war er Mitgründer des Heimatbundes Niedersachsen. Jahrzehntelang waren seine Verse Leitspruch der niedersächsischen Heimatbewegung:

„Solange noch die Eichen wachsen / in alter Kraft um Hof und Haus / So lange stirbt in Niedersachsen / Die alte Stammeskraft nicht aus“

1903 war Tewes Mitgründer des vom Heimatbund geforderten Vaterländischen Museums (heute: Historisches Museum am Hohen Ufer) und wurde mit dessen Leitung beauftragt. Er trug vor allem volkskundliche Bestände zusammen, wurde jedoch 1909 wegen Unregelmäßigkeiten abgelöst. Im Grunde war Tewes ein „Dilettant auf all seinen Interessenfeldern“.
Tewes war vielfach für schriftliche und fotografische Aufnahmen im ganzen Land unterwegs. Hieraus kam auch seine Anregung zur Rettung des verfallenden Geburtshauses von Wilhelm Busch in Wiedensahl.

## Veröffentlichungen
Neben dem „Zusammentragen beachtlicher volkskundlicher Bestände“ für das Vaterländische Museum publizierte Tewes Aufsätze zur Ur- und Frühgeschichte, Geschichte und Münzkunde wie
- Unsere Vorzeit. Ein Beitrag zur Urgeschichte und Altertumskunde Niedersachsens. Hannover 1888
- Die Steingräber der Provinz Hannover. Eine Einführung in ihre Kunde und in die hauptsächlichsten Arten und Formen. Selbstverlag, Hannover 1898

Daneben veröffentlichte er auch zwei Lyrikbände.
- Gedichte. Hannover 1896